# Jutta de Mecklembourg-Strelitz
Pour les autres membres de la famille, voir Maison de Mecklembourg.
La duchesse Auguste-Charlotte-Jutta-Alexandra-Georgina-Adophine de Mecklembourg-Strelitz (24 janvier 1880, Neustrelitz - 17 février 1946, Rome), est une princesse allemande, princesse du Monténégro à la suite de son mariage avec Danilo de Monténégro.

## Biographie
Jutta de Mecklembourg-Strelitz est la seconde fille du grand-duc Adolphe-Frédéric V de Mecklembourg-Strelitz et de la duchesse Élisabeth d'Anhalt . Avec sa sœur Marie, Jutta est élevée par des gouvernantes et a peu de contacts avec ses parents . L'atmosphère du Carolinenpalais est réputée pour sa rigueur et son étiquette . Un scandale éclate toutefois lorsque sa sœur, alors âgée de dix-neuf ans, tombe enceinte d'un serviteur .  
Grâce à l'influence de l'empereur allemand Guillaume II, son mariage avec l'héritier du Monténégro, le prince Danilo, est arrangé . Quelques heures après son arrivée à Antivari, elle se convertit à la foi orthodoxe. Elle est accompagnée de son futur beau-frère, le prince héritier d'Italie, Victor-Emmanuel, jusqu'à la cérémonie à Cetinje . Elle épouse le prince Danilo le 27 juillet 1899. Après son mariage et sa conversion à l'orthodoxie, elle prend le nom de Militza. 
En 1908, son frère cadet, élève officier à Metz qui veut défendre l'honneur de leur sœur aînée, est tué au cours d'un duel. Son second frère, le grand-duc Adolphe-Frédéric VI de Mecklembourg-Strelitz, se suicide en 1918. Sans héritier direct, la régence du grand-duché est confiée à leur lointain cousin le grand-duc Frédéric-François IV de Mecklembourg-Schwerin, mais la monarchie s'effondre en novembre de la même année.
Le Monténégro rejoint en 1914 le camp des Alliés et combat contre l'Autriche-Hongrie. Il est envahi et en 1915 la famille royale doit s'exiler. En 1918, le prince Mirko Dimitri Petrović-Njegoš s'éteint, laissant un fils, Mihailo. Bien que le roi de Serbie soit son gendre, le Monténégro est envahi par l'armée serbe qui proclame le rattachement du royaume à la Serbie et la chute de la dynastie Petrovic-Njegos.
Le 1er mars 1921, le roi Nicolas Ier de Monténégro s'éteint dans sa villa du Cap d'Antibes. Le prince Danilo lui succède nominalement sous le nom de "Danilo II" mais cède la couronne à son neveu Mihailo dès le 7 mars 1921 suivant. Son mari meurt en 1939 à Vienne. Jutta se réfugie à Rome auprès de son beau-frère, le roi Victor-Emmanuel III d'Italie. Elle meurt en 1946 à Rome peu avant la chute de la monarchie italienne .

## Sources
- (en) Cet article est partiellement ou en totalité issu de l’article de Wikipédia en anglais intitulé « Duchess Jutta of Mecklenburg-Strelitz » (voir la liste des auteurs).
- Militza de Monténégro | Maison de Mecklembourg-Strelitz
- Notices d'autorité :   - VIAF
  - LCCN
  - GND
  - Tchéquie
  - WorldCat